# Eilema fimbriata
Eilema fimbriata là một loài bướm đêm thuộc phân họ Arctiinae, họ Erebidae.